# The Possession of Michael King
The Possession of Michael King è un film del 2014 diretto da David Jung.

## Trama
Michael King è un uomo innamorato profondamente della moglie, Samantha, con cui ha avuto una figlia, Ellie. Marito e moglie sono molto simili, ma a differenza della donna, Michael non crede in Dio. Il suo diffidare di qualsiasi entità astratta si fa più denso quando la moglie muore. Da quel momento decide di dimostrare la falsità dei poteri occulti, registrando il tutto con una telecamera. Michael compie vari riti, che vanno dalla negromanzia al vero e proprio Satanismo, e rimane dell'idea che Satana, come Dio, non esista. Le testimonianze riguardanti casi di possessione, sono moltissime, tra cui quella di un prete che racconta all'uomo le violenze ricevute da piccolo da suo padre e di come, pregando il diavolo, egli sia misteriosamente morto. Michael crede che sia tutto una coincidenza, ma dovrà ricredersi quando improvvisamente sentirà delle voci dentro la sua testa, che gli chiederanno di fare cose orribili, tra cui uccidere la figlia Ellie.